# Міла (вілаєт)
Міла (араб. ولاية ميلة‎‎‎‎) — вілаєт Алжиру. Адміністративний центр — м. Міла. Площа — 9 375 км². Населення — 789 419 осіб (2008).

## Географічне положення
На півночі межує з вілаєтом Джиджель, на північному сході — з вілаєтом Скікда, на сході — з вілаєтом Константіна, на південному заході — з вілаєтом Ум-ель-Буакі, на півдні — з вілаєтом Батна, на заході — з вілаєтом Сетіф.
Розташований в Атлаських горах.

## Адміністративний поділ
Поділяється на 13 округів та 32 муніципалітети.
| Алжир | Це незавершена стаття з географії Алжиру. Ви можете допомогти проєкту, виправивши або дописавши її. |